# 9715 Paolotanga
A 9715 Paolotanga (ideiglenes jelöléssel (9715) 1975 SB1) a Naprendszer kisbolygóövében található aszteroida. Schelte J. Bus fedezte fel 1975. szeptember 30-án.